# Nir Lawi
Nir Lawi (ur. 1981 r. w Tel Awiw-Jafa) - izraelski model.
Rozpoczął karierę jako model w 2004 roku, dla Haute couture głównych marek mody jak Jean-Paul Gaultier, Giorgio Armani, Dolce & Gabbana i Valentino. Pojawił się również w magazynach mody i różnych kampaniach reklamowych. W 2006 r. Fashion TV poświęcił jemu specjalny program. Związał się z agencją modelek Why Not Modele w Mediolanie.
18 lutego 2009 r. obok Paolo Bonolisa prowadził Festiwal San Remo, razem z Lucą Laurenti i Eleanor Abbagnato.